# 義堂周信
義堂周信（ぎどう しゅうしん）は、南北朝時代から室町時代の臨済宗の僧である。「義堂」は道号、「周信」は法名であり、別に「空華道人」とも号する。

## 経歴
土佐国高岡（現：高知県高岡郡津野町）の生まれ。1338年、14歳で剃髪、はじめ台密を学ぶ、後禅宗に改宗し上京し夢窓疎石の門弟となる。このとき「周信」と安名された。
1359年（延文4年）に幕府が関東地方の統治のために設置した鎌倉公方の足利基氏に招かれて鎌倉へ下向し1380年（康暦2年）まで滞在した。基氏や関東管領の上杉氏などに禅宗を教え、基氏の没後に幼くして鎌倉公方となった足利氏満の教育係も務めた。この間、臨川寺の五山昇位問題や渡諷経事件の解決に尽力しその公明正大、厳正中立な態度で各方面に感銘を与えた。帰京後、3代将軍足利義満の庇護のもと相国寺建立を進言し、建仁寺住職、1386年には南禅寺の住職となり、等持寺住職も務めた。
春屋妙葩や絶海中津と並ぶ、中国文化に通じた五山文学を代表する学問僧とされる。

## 遺墨
- 黄梅院華厳塔勧縁疏（神奈川・黄梅院蔵）重要文化財 至徳4年（1387年）